# Acanthermia mediana
Acanthermia mediana là một loài bướm đêm trong họ Noctuidae.